# Dornier Do 417
Il Dornier Do 417 era un progetto di bombardiere pesante bimotore ad ala alta realizzato dall'azienda tedesca Dornier-Werke GmbH negli anni quaranta e mai arrivato alla fase di prototipo.
Sviluppato dal precedente Do 317 rimase solamente un progetto di fattibilità interrotto a causa della necessità di produzione di nuovi velivoli per difendere il territorio tedesco nelle ultime fasi della seconda guerra mondiale.